# كلوديا كوده-كيليش
كلوديا كوده-كيليش (بالألمانية: Claudia Kohde-Kilsch) (مواليد 11 ديسمبر 1963 في ساربروكن، ألمانيا الغربية)، هي لاعبة كرة مضرب ألمانية سابقة وكانت تلعب باليد اليمنى بدأت مسيرتها كمحترفة عام 1980، واعتزلت اللعب في 1994. كما أنها إحدى بطلات الجراند سلام. أعلى تصنيف لها في الفردي كان المركز الـ 4 في سنة 1985. سبق أن شاركت في دورة الألعاب الأولمبية الصيفية.

## بطولات حققتها
- بطولة ويمبلدون
- بطولة أمريكا المفتوحة للتنس

## وصلات خارجية
- كلوديا كوده-كيليش على موقع رابطة محترفات التنس (الإنجليزية)
- كلوديا كوده-كيليش على موقع الاتحاد الدولي لكرة المضرب (الإنجليزية)
- كلوديا كوده-كيليش على موقع كأس بيلي جين كينغ (الإنجليزية)
- كلوديا كوده-كيليش على موقع خلاصة التنس.كوم (الإنجليزية)
- كلوديا كوده-كيليش على موقع أوليمبيديا (الإنجليزية)

- الموقع الرسمي